# Міліметр водяного стовпчика

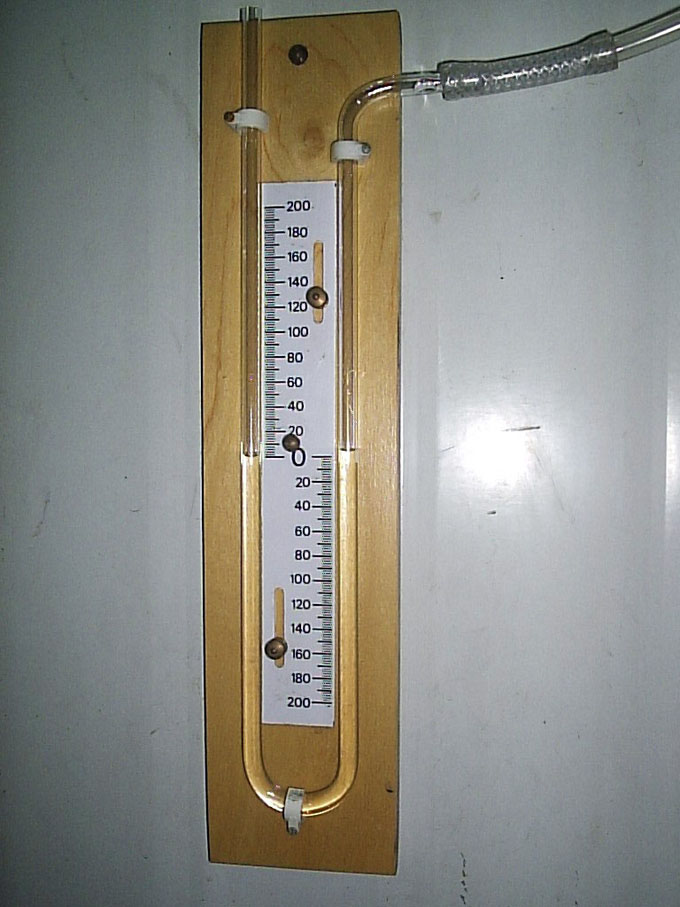
Диференційний мікроманометр, градуйований у міліметрах водяного стовпчика.

Міліметр водяного стовпчика (англ. millimeter of water) — позасистемна одиниця вимірювання тиску, рівна гідростатичному тиску стовпчика води висотою 1 мм за температури води 4 °C. Українське позначення: мм вод. ст., мм H2O; міжнародне: mm H2O.

## Зв'язок з іншими одиницями
Стовпчик рідини висотою {\displaystyle h} створює тиск {\displaystyle p=\rho gh}, де {\displaystyle \rho } — густина рідини, {\displaystyle g} — прискорення вільного падіння. Таким чином, 1 мм вод. ст. = 0,001 м × 999,9720 кг/м3 × 9,80665 м/с2 = 9,8063754138 Па ≈ 9,80638 Па, однак зазвичай використовують номінальну густину води 1000 кг/м3, що дає 9,80665 Па.
Отже, співвідношення з одиницею Міжнародної системи одиниць (SI): 1 мм вод. ст. = 9,80665 Па.
Співвідношення з іншими одиницями: 1 мм вод. ст. = 9,80665 Н/м2 = 10−4 кгс/см2 = 0,07356 мм рт. ст. = 9,6784 × 10−5 атм = 10−3 м вод. ст. = 0,0014223 psi.

## Використання в Україні
В Україні у сфері законодавчо регульованої метрології використання міліметра водяного стовпчика не передбачено, однак поза сферою ця одиниця використовується, переважно під час вимірювання невеликих тисків рідинними мікроманометрами, у яких як робоча рідина використовується вода.